# Entsorgungsfachbetriebeverordnung
Die Entsorgungsfachbetriebeverordnung (EfbV) regelt die Anforderungen an Unternehmen und öffentliche Einrichtungen, welche als Entsorgungsfachbetrieb Abfälle einsammeln, befördern, lagern, behandeln, verwerten, beseitigen, oder mit Abfällen handeln und makeln. Die festgelegten Anforderungen betreffend die Organisation, Ausstattung, Fachkunde und Zuverlässigkeit von Betriebsinhaber, Leitungspersonal sowie dem sonstigen Personal führen mit Erfüllung zu einem hohen Qualitätsniveau.
Diese Verordnung dient der Umsetzung der Richtlinie 75/442/EWG des Rates vom 15. Juli 1975 über Abfälle (ABl. EG Nr. L 194 S. 47) in der durch die Änderungsrichtlinie 91/156/EWG des Rates vom 18. März 1991 (ABl. EG Nr. L 78 S. 32) geänderten Fassung.
Auf Grund des § 52 Absatz 2 des Kreislaufwirtschafts- und Abfallgesetzes vom 27. September 1994 (BGBl. I S. 2705) verordnete die Bundesregierung nach Anhörung der beteiligten Kreise die Entsorgungsfachbetriebeverordnung. Der Bundesrat hat zugestimmt.

## Inhalt der Verordnung
Die Entsorgungsfachbetriebeverordnung regelt Anforderungen an Entsorgungsfachbetriebe, die sich von einer technischen Überwachungsorganisation überwachen lassen und das Überwachungszeichen einer anerkannten Entsorgergemeinschaft führen.
Sie regelt darüber hinaus die Überwachung und Zertifizierung von Entsorgungsfachbetrieben auf der Grundlage eines mit einer technischen Überwachungsorganisation geschlossenen Überwachungsvertrages. Für die Überwachung und Zertifizierung von Entsorgungsfachbetrieben durch Entsorgergemeinschaften findet die Richtlinie für die Tätigkeit und Anerkennung von Entsorgergemeinschaften Anwendung.
In § 2 EfbV werden die wichtigsten verwendeten Begriffe legaldefiniert (Betriebsinhaber, verantwortliche Person und Sonstiges Personal). Die in der alten Fassung bisher vorhandene Definition des Begriffs Entsorgungsfachbetrieb befindet sich seit 2012 in § 56 Abs. 2 des KrWG.
In den nachfolgenden Abschnitten stellt die Verordnung Anforderungen an die Betriebe, deren Menschen sowie an die Überwachung und die Zertifizierung:
- Anforderungen an die Organisation, die Ausstattung und die Tätigkeit eines Entsorgungsfachbetriebes (§§ 3 bis 7)
- Anforderungen an den Inhaber und die im Entsorgungsfachbetrieb beschäftigten Personen (§§ 8 bis 10)
- Abschluss eines Überwachungsvertrages mit einer technischen Überwachungsorganisation (§§ 11 und 12)
- Mitgliedschaft in einer Entsorgergemeinschaft (§§ 13 bis 16)
- Anforderungen an Sachverständige und Kontrolle der Sachverständigen (§§ 17 bis 21)
- Anforderungen an die Überwachung (§§ 22 und 23)
- Umfang der Zertifizierung und Gestaltung des Zertifikats (§§ 24 und 25)
- Sonstige gemeinsame Vorschriften (§§ 26 bis 31)

## Geschichte
Mit der seit Oktober 1996 eingeführten Entsorgungsfachbetriebeverordnung haben Unternehmen und öffentliche Einrichtungen, die im Bereich der Einsammlung, Beförderung, Verwertung, Behandlung und Entsorgung von Abfällen tätig sind oder mit Abfällen handeln oder makeln, die Möglichkeit, ihre Tätigkeiten mit Hilfe eines Gütesiegels zertifizieren zu lassen. Ziele sind die Erhöhung des Qualitätsniveaus der Betriebe und gleichzeitig die Aussonderung der „Schwarzen Schafe“ in der Kreislaufwirtschaft.
Mit der Anerkennung auf der Grundlage des Kreislaufwirtschafts- und Abfallgesetzes als erste bundesweit tätige Entsorgergemeinschaft (bvse-Entsorgergemeinschaft e.V.) wurde im April 1997 die Zertifizierung der ersten Entsorgungsfachbetriebe vorgenommen.
Der Gesetzgeber hat die Selbstkontrolle der Wirtschaft durch die Zertifizierung zum Entsorgungsfachbetrieb zugelassen.
Mit der Neufassung vom 2. Dezember 2016 wurde die EfbV weiterentwickelt. Durch die Neufassung wird insbesondere das Verfahren zur Überwachung durch eine Technische Überwachungsorganisation bzw. durch eine Entsorgergemeinschaft verschärft. Die Neufassung trat am 1. Juni 2017 in Kraft.